# Praslin
Praslin (Francuski izgovor: pʁalɛ̃) je drugi najveći otok (38,5 km2) Unutrašnjih Sejšela, koji leži 44 km sjeveroistočno od Mahéa. Praslin ima oko 7.533 stanovnika i sastoji se od dva administrativna okruga: Baie Sainte Anne i Grand' Anse. Glavna naselja su Baie Ste Anne, Anse Volbert i Grand' Anse. Okolni otoci su Curieuse, La Digue, Cousin, Cousine i Aride. Postoji nekoliko otočića u blizini pučine, uključujući Round (0,193 km2) i Chauve Souris (0,007 km2), a oba imaju hotelski smještaj. 

## Povijest
Istraživač Lazare Picault ga je 1744. godine nazvao Isle de Palmes. U to su ga vrijeme kao skrovište koristili pirati i arapski trgovci. Godine 1768. preimenovan je u "Praslin" u čast francuskog diplomata Césara Gabriela de Choiseula, vojvode od Praslina.
Objavljeno je da je general Charles George Gordon iz Khartouma (1833. – 1885.), gorljivi kršćanski kozmolog, bio uvjeren da je Vallée de Mai biblijski "Edenski vrt "., a veliko područje na jugu otoka danas je Važno područje za ptice nacionalni park Praslin i okolna područja.

## Flora i fauna
Otok uključuje  značajna područja tropskih šuma s pticama kao što su endemski sejšelski bulbul  (Hypsipetes crassirostris) i sejšelska papiga (Coracopsis barklyi). Prirodni rezervat Vallée de Mai, osnovan 1979., poznat je po jedinstvenim coco de mer i orhidejama vanilije.
- Flora i fauna
- sejšelska papiga (Coracopsis barklyi)
- Sejšelski bulbul (Hypsipetes crassirostris)
- Coco de Mer
- Prirodni rezervat Vallée de Mai

## Turizam
Praslin je poznat kao turistička destinacija s nekoliko hotela i odmarališta, kao i nizom plaža kao što su Anse Lazio i Anse Georgette. Na otoku je zračna luka.
- plaže
- Zračna luka Praslin
- Plaža Anse Lazio, Praslin
- Plaža Anse Georgette, Praslin
- Plaža Anse Lazio na Praslinu

## Vanjske poveznice
|  | Zajednički poslužitelj ima još gradiva o temi Praslin |